# Frankie Teardrop
Frankie Teardrop è un brano musicale dei Suicide, incluso nel loro album omonimo del 1977.

## Il brano
Il testo del brano racconta la storia del giovane operaio ventenne di nome Frankie, sposato e con un figlio di sei mesi. La vita per lui è dura, poiché lavorando in fabbrica non riesce a trovare il sostentamento per se stesso e la sua famiglia. Frankie raggiunge il limite e culmina nella disperazione: prende la pistola e spara a suo figlio, poi alla moglie. Dopo aver compiuto la strage, in preda alla follia, punta l'arma alla sua testa e si toglie la vita finendo all'inferno. Il sottofondo musicale è scarno, presenta solo un semplice riff di tastiera, drum machine e la traccia vocale, creando un'atmosfera agghiacciante. Le urla "inumane e angoscianti" del cantante Alan Vega aggiungono un senso di claustrofobia al pezzo.

### Registrazione e pubblicazione
Il titolo originale della canzone era Frankie Teardrop, the Detective Meets the Space Alien, ma Vega trasformò il racconto quando lesse su un giornale la notizia di un ragazzo che, rimasto disoccupato, si era suicidato dopo avere ucciso moglie e figlio. La canzone fu registrata nell'inverno 1977 presso gli Ultima Sound Studios di New York. Alan Vega cambiò parte del testo di Frankie Teardrop durante le fasi di missaggio dell'album. La versione definitiva di Frankie Teardrop venne pubblicata nel 1977 nell'omonimo album di debutto dei Suicide.

## Versioni alternative
Il disco Alan Vega 70th Birthday Limited Edition EP Series include due versioni di Frankie Teardrop. La prima è una reinterpretazione da parte della poeta e cantante statunitense Lydia Lunch, la seconda è un demo precedentemente inedito del 1976 intitolato Frankie Teardrop vs the Space Alien. Una versione inedita della durata di 14 minuti della canzone è stata inclusa nella raccolta Surrender del 2022.

## Accoglienza
La traccia ha ricevuto attenzione critica soprattutto a causa della sua natura inquietante e disturbante (Nick Hornby nel suo libro 31 Songs la descrive come "qualcosa che si ascolta una volta sola"), e per il suo punto di vista politico, che Allmusic descrisse "più letteralmente e poeticamente politico del lavoro di band che portavano apertamente le loro filosofie radicali". Bruce Springsteen citò la canzone come una delle influenze per il suo album Nebraska. Pitchfork la definì "[la traccia che] riceve la maggior parte dell'inchiostro" in termini di successo di critica e scherzosamente la soprannominò Taxi Driver: The Musical quando citò l'album Suicide nella sua lista 100 Greatest '70s Albums.
Lou Reed disse che avrebbe voluto aver scritto lui la canzone.
Il critico Emerson Dameron scrisse: «è una delle cose più terrificanti, affascinanti e assurde che io abbia mai sentito».
Frankie Teardrop è stata definita da Piero Scaruffi «la Sister Ray degli anni 2000». Il critico musicale la considera inoltre la terza migliore canzone dell'anno dopo The Modern Dance dei Pere Ubu e Marquee Moon dei Television.

## Nella cultura di massa
La natura spaventevole della canzone ha dato vita a un segmento ricorrente del comico Tom Scharpling nel programma radiofonico The Best Show, intitolato The Frankie Teardrop Challenge. A partire dal 2013, Scharpling sfidò gli ascoltatori ad ascoltare la canzone in cuffia al massimo volume, al buio da soli e di notte. Gli ascoltatori telefonano regolarmente per raccontare le proprie esperienze nel tentativo di affrontare la sfida, con pochissimi ascoltatori che sono arrivati ad ascoltare tutti i 10 minuti e 26 secondi della canzone. Inoltre Scharpling spesso incorpora estratti di Frankie Teardrop in improvvisazioni sonore sperimentali create direttamente in onda in diretta.

## Formazione
- Martin Rev – tastiere, strumentazione elettronica
- Alan Vega – voce
- Larry Alexander – ingegnere del suono
- Craig Leon – produzione
- Marty Thau – produzione